# Diocèse de Carcassonne
Le diocèse de Carcassonne est un ancien diocèse français dans la province ecclésiastique de Narbonne supprimé en 1790. Il est remplacé par le diocèse de Carcassonne et Narbonne.